# Forciolo
Forciolo (in corso Furciolu) è un comune francese di 75 abitanti situato nel dipartimento della Corsica del Sud nella regione della Corsica. In questo comune si trova la cappella di San Petru di Panicala.

## Società

### Evoluzione demografica
Abitanti censiti